# مجلس الأمن القومي (مصر)
مجلس الأمن القومي المصري هو مجلس نص على تشكيله الدستور المصري بالمادة 205. وصدر بإنشائه قرار جمهوري بالقانون رقم 19 لسنة 2014 في عهد الرئيس المصري المؤقت عدلي منصور في 24 فبراير 2014.

## تشكيل المجلس
رئيس المجلس: رئيس الجمهورية، وعضوية كل من:
رئيس مجلس الوزراء، ورئيس مجلس النواب، ووزراء الدفاع، والداخلية، والخارجية، والمالية، والعدل، والصحة، والاتصالات، والتعليم، ورئيس المخابرات العامة، ورئيس لجنة الدفاع والأمن القومى بمجلس النواب.

## الاختصاصات

### طبقاً للدستور
يختص المجلس بإقرار استراتيجيات تحقيق أمن البلاد، ومواجهة حالات الكوارث، والأزمات بشتى أنواعها، واتخاذ ما يلزم لاحتوائها، وتحديد مصادر الأخطار على الأمن القومى المصري في الداخل، والخارج، والإجراءات اللازمة للتصدي لها على المستويين الرسمي والشعبي.

### طبقاً للقانون
يختص المجلس بالمسائل التالية :
- إقرار استراتيجيات تحقيق أمن البلاد بعد إعدادها بالاتفاق مع الجهات المعنية بالدولة.
- إقرار الأهداف السياسية التخصصية في كافة المجالات لوزارات الدولة المختلفة.
- إقرار خطط تنمية وتطوير مقدرات وإمكانيات القوى الشاملة للدولة المقدمة من الحكومة.
- اتخاذ القرارات التي تهدف إلى حماية هوية الدولة وسيادتها واستقلالها ومكانتها الإقليمية والدولية.
- استعراض تقارير الوزراء والمختصين بالدولة الخاصة بتحديد مصادر العدائيات والمخاطر والتهديدات.
- مواجهة العدائيات الداخلية وحالات الكوارث والأزمات القومية بشتى أنواعها، واتخاذ ما يلزم لاحتوائها وإزالة آثارها.
- توجيه السياسات الخارجية والتعاون الدولي في دوائر اهتمام الأمن القومي المصري.
- أي موضوعات أخرى يرى رئيس الجمهورية عرضها على المجلس.[2][3]

## أسلوب العمل
يدعو رئيس الجمهورية المجلس للانعقاد مرة كل ثلاثة أشهر، وكلما دعت الضرورة ذلك، ويحدد في الدعوة مكان الانعقاد، ولا يكون انعقاد المجلس صحيحاً إلا بحضور أغلبية أعضائه. وفي حالة إعلان الحرب أو تعرض البلاد للكوارث أو الأزمات يعتبر المجلس منعقداً بصفة مستمرة. وتكون مداولات المجلس سرية، وتصدر قراراته بأغلبية أصوات الحاضرين، وعند التساوي يرجح الجانب الذي منه الرئيس. ويجوز للمجلس أن يدعو من يرى من ذوي الخبرة والاختصاص لحضور اجتماعه، دون أن يكون له صوت معدود. وتوقع محاضر وقرارات المجلس من رئيسه وأمين سر المجلس، وتُرسل القرارات إلى الجهات المختصة بالتنفيذ.

## الأمانة العامة
للمجلس أمانة عامة برئاسة الجمهورية مقرها القاهرة يرأسها الأمين العام وعدد من الأعضاء، ويصدر باختيار الأمين العام قرار من رئيس الجمهورية، وتدرج الاعتمادات المالية الخاصة بالأمانة العامة في فرع مستقل بموازنة رئاسة الجمهورية.

### الأمين العام
يتولى الأمين العام أمانة سر المجلس، وله حضور جلساته دون أن يكون له صوت معدود وفي حال غيابه يحل محله من يكلفه رئيس المجلس من الأمناء المساعدين، ويعد الأمين العام جدول أعمال المجلس بناءً على طلب رئيس المجلس، ويجب أن يرسله إلى أعضاء المجلس قبل موعد انعقاد الجلسة بأربع وعشرين ساعة على الأقل، وتوقع محاضر وقرارات المجلس من رئيسه وأمين سر المجلس، وترسل القرارات إلى الجهات المختصة بالتنفيذ. ويمثل الأمين العام للمجلس أمام القضاء وفي علاقته مع الغير، ويكون له سلطات الوزير بالنسبة للشئون المالية والإدارية بالأمانة ولجميع أعضائها والعاملين بها، وله الاتصال بجميع مؤسسات الدولة الدستورية وأجهزتها التنفيذية وسائر الجهات في أي شأن يتعلق بالمجلس وأعماله وله أن يطلب منها أي مستندات أو وثائق لازمة لعمل المجلس.

### الأمناء
- خالد البقلي (نوفمبر 2014 - حتى الآن).[6]

### اختصاصات الأمانة العامة
- إعداد مشروع جدول أعمال اجتماعات مجلس الأمن القومي وتحضير الموضوعات التي تطرح في الجلسة.
- تلقي تقارير الوزراء والمختصين بالدولة المطلوب عرضها على المجلس.
- إعداد الدراسات والبحوث والوثائق والمستندات اللازمة لأعمال المجلس.
- القيام بإجراءات الدعوة لعقد جلسات المجلس العادية وغير العادية والقيام بأعمال السكرتارية لجلسات المجلس.
- اتخاذ الإجراءات اللازمة لتنفيذ قرارات المجلس ومتابعة تنفيذها.
- حفظ وثائق المجلس ومحاضر الجلسات واتخاذ الإجراءات اللازمة لتأمينها.
- توفير كل ما يلزم من وسائل وأدوات تكون لازمة لقيام المجلس بأعماله.
- تنفيذ أية مهام أخرى توكل إليها.[4]

### تشكيل الأمانة العامة
يصدر بتعيين الأمين العام للمجلس وتحديد معاملته المالية قرار من رئيس الجمهورية، ويصدر بتعيين أعضاء الأمانة العامة وتحديد معاملتهم المالية قرار من رئيس الجمهورية بناء على ترشيح الأمين العام على ألا تقل درجة أي منهم عن الدرجة الممتازة أو ما يعادلها، وأن يكون من بينهم ممثلون عن وزارات الدفاع، الداخلية، الخارجية، المخابرات العامة. ويعاون الأمين العام للمجلس عدد من الأمناء المساعدين، يصدر بتعيينهم قرار من رئيس الجمهورية بناء على ترشيح من الأمين العام، ويجوز شغل وظائف الأمناء المساعدين ندباً أو بطريق الإعارة الداخلية. ويُلحق بالأمانة العامة عدد كاف من العاملين الإداريين والكتابيين، ويصدر بتعيينهم قرار من الأمين العام للمجلس، كما يصدر الأمين العام قراراً بتحديد الهيكل الإداري للأمانة العامة ونظام الأعمال الإدارية بها.

### السجلات والملفات
ينشأ بالأمانة العامة ما يلزم من سجلات وملفات لضمان حسن سير العمل بالمجلس وانتظامه وعلى وجه الخصوص، السجلات والملفات الآتية:
- سجل محاضر اجتماعات المجلس.
- سجل قرارات المجلس.
- سجل متابعة تنفيذ قرارات وتوصيات المجلس.
- سجل للمكاتبات الواردة والصادرة يتضمن ملخص لجميع تلك المكاتبات بأرقام مسلسلة وتاريخ الوارد أو الصادر.
- ملف لحفظ صور المكاتبات.

ويحدد بقرار من الأمين العام درجة سرية السجلات والملفات والمكاتبات، ومن له حق الإطلاع عليها وكيفية حفظها.

## التشريعات المنظمة

### القوانين
- قانون رقم 19 لسنة 2014.[7]
- قانون رقم 123 لسنة 2015.[8]
- قانون رقم 166 لسنة 2020.[9]

### القرارات
- قرار رئيس الجمهورية رقم 216 لسنة 2014.[10]
- قرار رئيس الجمهورية رقم 556 لسنة 2015.[11]